# Sergei Wassiljewitsch Kusmin
Sergei Wassiljewitsch Kusmin (russisch Сергей Васильевич Кузьмин; * 24. Juni 1987 in Leningrad, Sowjetunion) ist ein russischer Profiboxer im Schwergewicht. Als Amateur wurde er 2010 Europameister und 2013 Vize-Europameister im Superschwergewicht.

## Amateurkarriere
Sergei Kusmin begann im Alter von 11 Jahren mit dem Boxen und gewann 227 von 250 Amateurkämpfen. Bei Russischen Meisterschaften gewann er 2010 und 2011 die Goldmedaille, 2012 Silber, sowie 2008, 2009 und 2014 Bronze.
Bei den Europameisterschaften 2010 besiegte er unter anderem Roberto Cammarelle sowie Wiktar Sujeu und wurde Europameister, scheiterte jedoch bei den Weltmeisterschaften 2011 in der Vorrunde gegen Mohamed Arjaoui.
2013 gewann er die World Combat Games und startete bei den Europameisterschaften, wo er unter anderem Erik Pfeifer und Joseph Joyce besiegen konnte, ehe er im Finale gegen Məhəmmədrəsul Məcidov unterlag und Vize-Europameister wurde.
In der Saison 2013/14 bestritt er zwei Kämpfe für das Russian Boxing Team in der World Series of Boxing und gewann den Chemiepokal 2012 und 2013 in Deutschland.

## Profikarriere
Sergei Kusmin wurde 2014 Profi und steht beim russischen Promoter World of Boxing unter Vertrag. Sein Manager ist Wadim Kornilow, sein Trainer Gennadi Maschjanow. Im April 2016 besiegte er Konstantin Airich beim Kampf um den Titel WBC-Eurasia-Pacific und im September 2018 auch David Price beim Kampf um den Titel WBA-Intercontinental. Sein Kampf gegen Amir Mansour endete im November 2017 wertungslos, nachdem beide Sportler mit den Köpfen zusammengeprallt und verletzt worden waren. Zudem wurde Mansour die Einnahme von Buprenorphin nachgewiesen.
Am 13. September 2019 verlor er in seiner dritten Titelverteidigung nach Punkten gegen Michael Hunter. Auch seinen nächsten Kampf gegen Martin Bakole verlor er am 12. Dezember 2020 nach Punkten.